# ربيع دمشق
ربيع دمشق هي فترة زمنية شهدت فيها سوريا انفتاحاً سياسياً وفكرياً واجتماعيا امتدت لفترة زمنية قصيرة حيث يعد تاريخ 17 تموز / يوليو 2000 وهو تاريخ أول خطاب للرئيس السوري بشار الأسد بعد توليه السلطة كما يعد تاريخ 17 شباط / فبراير 2001 تاريخ انتهاء ربيع دمشق حينما قامت أجهزة الأمن والمخابرات بتجميد نشاط المنتديات الفكرية والثقافية والسياسية. وعلى قصر الفترة (7 أشهر تقريباً) إلا أنها شهدت مناقشات سياسية واجتماعية ساخنة من ناحية، ومن ناحية أخرى فقد كان لها صدى ما زال يتردد في النقاشات السياسية والثقافية والفكرية السورية حتى اليوم.
كان ربيع دمشق فرصة رأى فيها الكثيرون طريقاً نحو التغيير الديمقراطي في سوريا بالتوافق ما بين السلطة والمجتمع، مما قد يجنب البلاد الكثير من العثرات. خصوصاً بوجود معارضة سورية، وطنية، تؤمن بالتغير السلمي والتدريجي، وظهور موقف من قبل الإسلاميين يتلاقى مع مواقف المعارضة الأخرى.

## حلول الربيع
يرجح أن حلول ربيع دمشق ترافق مع خطاب القسم الذي ألقاه الرئيس السوري بشار الأسد أمام مجلس الشعب السوري في 17 تموز / يوليو 2000، وقال فيه: «إن الفكر الديمقراطي يستند إلى أساس قبول الرأي، وهو طريق ذو اتجاهين»، مشيراً إلى أنه «لا يجوز تطبيق ديمقراطية الآخرين على أنفسنا»، بل يجب «أن تكون لنا تجربتنا الديمقراطية الخاصة بنا المنبثقة من تاريخنا وثقافتنا وشخصيتنا الحضارية».

## أحداث الربيع
في حفل تأبين الرئيس الراحل حافظ الأسد عبر البطريرك إغناطيوس الرابع هزيم عن أمله في الرئيس الجديد بقوله: «في ظننا إنك تريد أن يعرف المواطنون أنك تريد أن تكون الإنسان مع الناس، لا المتعالي والمترفع، أو كما يريد البعض، المتأله»، وبدا في تلك العبارات نوع من النقد المبطن أو التحذير. بعد أيام وفي مقالة نشرت في النهار تحدث المعارض رياض الترك أن «من غير الممكن أن تظل سورية مملكة الصمت»، وطالب بالعدل قائلاً: «أول العدل رد المظالم إلى أهلها».
بعد نحو شهر من ذلك نشرت رسالة مفتوحة من المثقف السوري الراحل أنطون مقدسي إلى الرئيس السوري بشار الأسد عبر جريدة الحياة، وطالبه بنقل البلاد من حالة الرعية إلى حالة المواطنة، وفي منتصف أيلول / سبتمبر 2000 أطلق النائب السوري رياض سيف في منزله بدمشق منتدى أسماه منتدى الحوار الديمقراطي.
في نهاية أيلول / سبتمر من العام نفسه وبعد مرور شهرين تقريباً على خطاب القسم صدر بيان سمي بيان الـ99، وقع عليه 99 مثقفاً سورياً طالبوا برفع حال الطوارئ وإطلاق الحريات العامة والإفراج عن المعتقلين السياسيين. وأصدر مثقفون لبنانيون بيانا تضامن مع موقعي «بيان الـ99». وفي مطلع عام 2001 صدر بيان آخر من مجموعة من المحامين السوريين طالب بمراجعة دستورية شاملة وبإلغاء القوانين والمحاكم الاستثنائية وإطلاق الحريات العامة.
تزايد ظاهرة المنتديات السياسية والفكرية في مختلف المدن السورية، بمشاركة من مختلف الأطياف بما فيها شخصيات من حزب البعث، وعلى الرغم من رفض السلطات إعطاء «منتدى جمال الأتاسي» الذي يديره تيار عربي ناصري معارض ترخيصاً بنشاطاته إلا أنه تابع اجتماعاته وأعلن أنه منتدى مستقل عن الأحزاب، وقام بتعيين المحامي حبيب عيسى ناطقاً باسمه. في اليوم التالي يصدر الرئيس السوري عفواً عن مئات المعتقلين من جميع التيارات الإسلامية واليسارية.

## مرحلة ما بعد الربيع

أصدر بشار الأسد (يظهر هنا وسط الصورة في عام 2002) أوامر بشن حملة قمع وحشية لسحق حركة ربيع دمشق بدعم من الحرس البعثي القديم.

مع نهاية شهر كانون الثاني / يناير من العام 2001 وزير الإعلام السوري عدنان عمران يصرح بأن «دعاة المجتمع المدني استعمار جديد». ويقع في اليوم التالي اعتداء على نبيل سليمان في مدينة اللاذقية ويعبر عدد من المثقفين السوريين عن تضامنهم معه، ويطالبون السلطات السورية بالكشف عن الفاعلين.
في 18 شباط / فبراير 2001، وبعد مرور نحو ستة أشهر على خطاب القسم، يشن نائب الرئيس السوري آنذاك عبد الحليم خدام هجوما على المثقفين: «لن نسمح بتحويل سورية إلى جزائر أو يوغوسلافيا أخرى». فيما بعد يوجه قياديو حزب البعث الحاكم وقيادات الجبهة الوطنية التقدمية التابعة للنظام السوري حملة مضادة للمنتديات. السلطات السورية أعلنت تعليق أنشطة المنتديات ووضعت شروطا لعقدها تتمثل في أخذ الإذن قبل 15 يوما من الموعد مرفقة بقائمة تضم أسماء الحضور ونسخة من المحاضرة التي ستلقى، وهو ما يمثل مطالب تعجيزية بدا للبعض أنها تهدف لوقف النشاطات بدل تنظيمها. فمن بين 70 منتدى كان موجودا قبل فرض تلك القيود، سمح لاثنين فقط بالاستمرار هما منتدى سهير الريس النائبة البعثية في اللاذقية، ومنتدى جمال الأتاسي في دمشق.
مع نهاية شباط / فبراير 2001 وجه الرئيس السوري بشار الأسد انتقاداً للبيانات السياسية، وقال بأنه لم يقرأها بل سمع عنها وأضاف: «شخص يخاطبك من خارج بلدك فمن الطبيعي أن لا تهتم به. النقطة الثانية، سُميت بيانات مثقفين، هل هم مثقفون فعلاً أم ماذا؟».
أصدر حزب الإخوان المسلمون وثيقة تبنت معظم أطروحات بيانات المثقفين ودعت إلى العمل السلمي تحت سقف التعددية السياسية، وسميت وثيقتهم «ميثاق الشرف الوطني» وطرحت للنقاش على المعارضة السورية وعلى السلطة.
صرح الرئيس بشار الأسد في منتصف شهر آذار / مارس وأثناء حضوره مناورات للقوات المسلحة: «في سورية أسس لا يمكن المساس بها، قوامها مصالح الشعب وأهدافه الوطنية والقومية والوحدة الوطنية، ونهج القائد الخالد حافظ الأسد والقوات المسلحة».
في منتصف شهر نيسان / أبريل 2001 صدرت الوثيقة الثانية للجان إحياء المجتمع المدني تحت عنوان «توافقات وطنية عامة»، ومن بعدها ظهر بيان لـ185 مثقفاً ومُبعداً يتضامنون مع البيانات الصادرة داخل الوطن، ومطالبين بإطلاق الحريات العامة، والسماح بعودة المبعدين. بعد أيام يرد العماد أول مصطفى طلاس وزير الدفاع السوري السابق بقوله: «إننا أصحاب حق ولن نقبل بأن ينتزع أحد منا السلطة لأنها تنبع من فوهة بندقية ونحن أصحابها. لقد قمنا بحركات عسكرية متعددة، ودفعنا دماءنا من أجل السلطة».
في 23 أيار / مايو 2001 فتح النائب رياض سيف ملف الهاتف الخليوي ويقول بأن الصفقة تضيع على الدولة قرابة 346 مليار ليرة سورية وهو ما يعادل 7 مليارات دولار تقريباً، ثم قدم دراسة مفصلة تحت عنوان «صفقة عقود الخليوي». من جانب آخر يعلن عدد من الناشطين السوريين تأسيس جمعية لحقوق الإنسان وينتخبون المحامي هيثم المالح رئيساً لها.
في آب / أغسطس من عام 2001 تم إلقاء القبض على النائب مأمون الحمصي بعد إعلانه إضراباً عن الطعام في مكتبه مطالباً برفع حالة الطوارئ وإطلاق الحريات العامة، ويأتي الاعتقال بعد أن رفعت عنه الحصانة الدبلوماسية بإذن من رئيس مجلس الشعب عبد القادر قدورة، ثم حكمت عليه محكمة الجنايات بالسجن لمدة خمس سنوات. في مطلع أيلول / سبتمبر تم اعتقال كل من رياض الترك (وحكم عليه بالسجن سنتين ونصف/أمن الدولة) وحسن السعدون (و حكم عليه بالسجن سنتين/أمن الدولة) و حبيب صالح (و حكم عليه بالسجن ثلاث سنوات/أمن الدولة) و كمال اللبواني (و حكم عليه بالسجن ثلاث سنوات/أمن الدولة) والنائب رياض سيف (حكم خمس سنوات/محكمة الجنايات) ثم الخبير الاقتصادي عارف دليلة وهو محاضر في جامعة دمشق فصل عام 1998 نظرا لانتقاداته المستمرة للحكومة السورية (حكم عشر سنوات /أمن الدولة) على خلفية نشاطاته في لجان إحياء المجتمع المدني ومحامي رياض الترك السيد حبيب عيسى (و حكم بالسجن خمس سنوات/أمن الدولة) وفواز تللو (و حكم بالسجن خمس سنوات/أمن الدولة) و وليد البني (و حكم بالسجن خمس سنوات/أمن الدولة)  , ومارك حسين وآخرون.[بحاجة لمصدر]

## أسباب انتهاء الربيع
- الصراع بين الحرس القديم والحرس الجديد.
- عدم قدرة الرئيس على إدارة الصراع داخل البلد، وغموض مواقفه فيما يتعلق بقضية الإصلاح.